# Shinigami (Death Note)

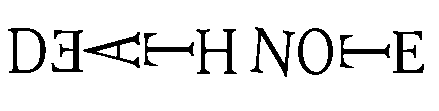
Death Note

Shinigami din universul manga și anime a Death Note este un termen generic pentru personajele venite dintr-o lume paralelă celei a oamenilor și care sînt superiori oamenilor prin fizionomie și puteri în lumea oamenilor (de a nu fi uciși sau văzuți de cei ce nu dețin un Death Note).
,,Rolul" acestora, după cum precizează la începutul seriei un Shinigami venit în lumea oamenilor, Ryuk, s-a pierdut de-a lungul timpului, însă au posibilitatea să-și mărească în mod continuu și permanent timpul rămas de trăit prin uciderea unui om și astfel asimilarea timpului aceluia rămas de a trăi. Corpurile lor aparent au evoluat, deși se consideră și involuție, prin lipsa de necesitate a organelor digestive, și ochi folositori puterilor note-ului aferent de a vedea timpul rămas de trăit a unui om. Înfățișarea lor este prezentată ca grotescă pentru majoritatea oamenilor, trupurile sînt  aparent deformate și unii Shinigami nu au nici măcar stratul de piele pe o parte din corp.
Fiecare Shinigami are dreptul (și obligația) de a deține cel puțin un Death Note, instrument cu care-și pot mări durata de viață. Orice cauza a decesului pot fi menționată acolo; în cazul în care nici una nu este scrisă, omul va muri pur și simplu în urma unui atac de cord, cu toate că nu poate ucide pe cineva cu vârsta sub 780 zile sau peste 124 ani, sau cineva care mai are mai puțin de 12 minute să trăiască. Un om care folosește carnetul nu va primi aceleași beneficii ca un shinigami: în timp ce oamenii pot ucide alți oameni, ei nu pot își pot crește durata de viață făcând acest lucru. 
Carnetul însă nu are puterea de a ucide un Shinigami, și singurul neajuns este că dacă o ființă umană este omorîtă pentru a prelungi durata vieții alteia, ucide automat Shinigami-ul care face așa ceva. Scopul unui Shinigami este acela de a scurta viața, nu de a o mări, și prin urmare, salvarea unui om este contrat naturii lor. Shinigami care mor în acest fel se transformă în praf și durata lor de viață rămasă este dată omului pe care l-au salvat.

## Lumea Shinigami
Lumea Shinigami este prima prezentată la începutul anime-ului, ca un loc dezolant, morbid sau cum spune unul din personaje, ,,zonă moartă/deșertică" (wasteland). Este de asemenea menționat că întreaga lume este astfel, sau cel puțin cea cunoscută de Shinigamii strînși pentru jocuri. Este considerată ,,plictisitoare" de Ryuk, astfel încît acesta face tot posibilul pentru a ajunge în lumea oamenilor. Puține alte lucruri sînt cunoscute despre lumea Shinigami, decît că este condusă de un Rege al Shinigamilor și că Death Note-urile își au originea acolo.
Legătura dintre cele două lumi este prezentată la începutul anime-ului ca un vîrtej de lumină, prin care se dezvăluie ulterior că Shinigamii pot vizualiza orice acțiune a oricărui om din lumea umană, indicînd o legătură de tip poartă interdimensională. De asemenea, plasarea și dimensiunea lumii Shinigamilor nu este indicată în nici un mod, iar peisajul asemănător face chiar distingerea diferitelor scenarii dificilă. Este totuși probabil ca timpul să curgă în același mod ca în lumea umană, deoarece fiecare Shinigami poate vedea desfășurarea acțiunilor în timp real.
Nu este nici o precizare despre ajungerea vreunui om în această lume, dar Ryuk spune la început că s-au reportat pierderile a mai multor note-uri în lumea umană și astfel plecarea Shinigami-lor pentru a recupera carnetul, deci există precedente a interacțiunilor dintre Shinigami și oameni. De altfel, există reguli specifice în legătură cu astfel de evenimente.
În dimensiunea lor, Regele Morții are cel mai înalt rang. 13:. How To Read afirmă că clasamentul nu "pare să afecteze" "foarte mult" "activitățile de zi cu zi" ale zeilor morții."

## Prezentare generala
Singura ocazie de a ajunge în lumea umană care este prezentată este rezultatul pierderii unui Death Note, ceea ce implică orice alt motiv de plecare ca interzis de regulile lumii Shinigamilor. Odată ajunși acolo, aceștia nu pot fi văzuți (și simțiți, auziți etc.) decît de omul ce deține carnetul (ceea ce implică să fi scris cel puțin un nume în el, ceea ce Light precizează că este farmecul irezistibil al acestuia asupra oricărui om), fiind legătura dintre omul ce deține în acel moment Death Note-ul și Shinigami-ul ce l-a deținut. De asemenea, au obligația să stea (exact) lângă omul care are carnetul atâta timp cât îl deține sau până se va termina. Odată ce se întâmplă asta, Shinigami-ul îi va scrie numele în carnetul său (deși se poate face acest lucru și dacă Shinigami-ul are încă un carnet la îndemână).
Un Shinigami nu are nici o obligație de a explica omului modul de a ucide, nici de a-i răspunde la întrebări, să-i dea indicații sau să-l ajute în vreun fel, dar nu sunt nici împiedicați s-o facă. Atunci când este întrebat dacă Shinigamii se pot vedea unul pe altul în lumea umană, Ryuk spune că acest lucru se întîmplă rar (ca 2 shinigami să fie chiar în lumea oamenilor în același timp), dar că se pot vedea și el nu ar avea vreo obligație să-i dezvăluie lui Light pe cine sau dacă a văzut pe cineva aparținînd speciei lui. Alți utilizatori de Death Note poate vedea doar propriul lor Shinigami. La începutul seriei, se precizează că oamenii care au folosit Death Note sunt în imposibilitatea de a merge în Rai sau Iad după moartea lor; în schimb, ei ajung în Mu ("Neant").
Shinigami pot fi de sex masculin sau feminin. Shinigami nu poat și nu le este permis să aibă relații sexuale cu oamenii; ei nu pot avea relatii sexuale între ei, nici nu pot reproduce. În plus, oamenii nu pot spune cu ușurință care Shinigami sunt de sex masculin și care Shinigami sunt de sex feminin. Death Note 13: How to Read adaugă că shinigami poate avea emoții "față de sexul opus". De exemplu, Ryuk se simte timid și stânjenit atunci când Amane Misa îl îmbrățișează.
Shinigami nu au nevoie de mâncare; ei posedă simțuri similare celor umane; pentru că Shinigami nu câștigă elemente nutritive din alimente, cei mai mulți nu mănâncă. În plus, Shinigami nu trebuie să doarmă și nu vor muri din cauza lipsei de somn; ei văd dormitul ca o "dovadă de lene." Deși și-au depășit nevoia biologică de a se hrăni, se pare că lucrurile ,,dulci" din lumea umană creează dependență pentru cei ce le consumă, probabil din lipsa hranei și a lucrurilor dulci din propria lume. Ryuk devine dependent de mere, ajungînd la unele stadii de sevraj în lipsa lor, pe cînd celălat Shinigami ajuns în lumea oamenilor devine dependent de ciocolată de la Mello.
Dacă un shinigami încalcă legi, shinigami se va confrunta cu unul din cele nouă niveluri de pedeapsă, cea mai mică fiind cea de nivelul nouă; în plus, există un "nivel extrem" . Shinigami va muri în cazul în care un nivel mai jos de nivelul trei îi este aplicat.
Shinigami nu poate ucide un om în orice alt mod in afară de a folosi un Death Note; uciderea unui om fără a utiliza un Death Note va fi urmată de o pedeapsă de "nivel extrem".

### Ochii de Shinigami
Ochii de Shinigami (死神の目 Shinigami no me?), cunoscuți în serie și doar ca ,,ochii" sau ,,văzul Shinigamilor", este o putere specială a Shinigamilor de a vedea numele și timpul rămas de viață a oricărui om.Shinigamii pot sa dea ochii de Shinigami oamenilor in schimbul a jumatate din viata celui care cere.Chiar si in acest este o diferenta intre oameni si shinigami deoarece acestia si cu ochii tot nu pot vedea numele persoanei dintr-o schita daca acesta exista , iar shinigami poate vedea numele .

## Reprezentanți

### Ryuk

Ryuk

Ryuk (リューク Ryūku?) este shinigami-ul care scapă un Death Note în tărâmul oamenilor, ulterior descoperit de Light. Este dezvăluit că Ryuk a făcut-o intenționat din plictiseală, fiindcă nu prea avea ce face în lumea Shinigamilor. Se descoperă ulterior că l-a păcălit pe Regele Shinigamilor să primească un al doilea carnet, pe care ulterior i-l dă lui Light. Ryuk are o plăcere mare pentru mere și trece printr-un gen de sevraj dacă nu mănâncă vreunul mult timp. Spune că merele sânt pentru Shinigami ca țigările și băutura pentru oameni. Se pare că de asemenea îi plac jocurile video. Mai menționează că este sfios pe lângă fete. Pentru un timp, este Shinigami-ul personal a lui Mikami.

### Rem
Rem (レム Remu?) este un Shinigami care-i dă Death Note-ul ei Misei. Spre deosebire de Ryuk, care privește oamenii cu amuzament, Rem are grijă și chiar o asistă pe Misa. Chiar motivul ei de a ajunge în lumea oamenilor este această fată, pentru care aruncă Death Note-ul shinigami-ului care a murit pentru ea lîngă aceasta, ghidînd-o și ajutînd-o pe parcursul anime-ului. Forma ei fizică este foarte scheletică, cu mîini lungi, asemănătoare șirei spinării, și piele de culoare osoasă. În manga și anime, Rem îi spune Misei că este de gen feminin, pe cînd apariția sa în al doilea film lasă ambiguitate, unde i se dă și o voce mai masculină. Vocea lui Rem este portretizată în anime de către Kimiko Saitō, iar în film de Shinnosuke Ikehata.
Spre deosebire de interesul lui Ryuk față de acțiunile distructive ale oamenilor, pe care le consideră ,,interesante", Rem vede specia umană cu dispreț, considerînd Shinigamii evoluați și astfel superiori. De asemenea, este scîrbită de decadența lor morală și de disprețul față de viață. Este și mai emotivă față de Ryuk, implicîndu-se activ și des în destinul Misei, încercînd totuși să nu-și riște viața pentru asta decît dacă nu are de ales. Pentru asta, își înghite mîndria și acceptă să-l ajute pe Light în planurile lui de dragul Misei.